# Joel Benjamin
Joel Benjamin (ur. 11 marca 1964 w Nowym Jorku) – amerykański szachista, arcymistrz od 1986 roku.

## Kariera szachowa
W roku 1982 zdobył w Kopenhadze brązowy medal na mistrzostwach świata juniorów do lat 20. W 1985 podzielił II miejsce w Hastings. W tym samym roku zdobył srebrny medal na mistrzostwach Stanów Zjednoczonych. Rok później podzielił w mistrzostwach II miejsce, zaś w 1987 zdobył po raz pierwszy tytuł mistrza USA. W 1988 zwyciężył w Saint John. W kolejnych latach triumfował w Cannes (1989), Honolulu (1996), Sztokholmie (turniej Rilton Cup, 1996/1997), Sydney (1999) oraz Edmonton (2000). W latach 1997 i 2000 zdobył kolejne dwa złote medale mistrzostw kraju, w 2002 podzielił III miejsce, w 2003 – II, a w 2005 – ponownie III. W 2006 podzielił I miejsce w otwartym turnieju World Open w Filadelfii.
W latach 1988–2002 sześciokrotnie brał udział w szachowych olimpiadach, zdobywając wraz z drużyną dwa medale: srebrny (1990) oraz brązowy (1996). Łącznie rozegrał 54 olimpijskie partie, w których uzyskał 32½ pkt. W swoim dorobku posiada również trzy medale drużynowych mistrzostw świata: 2 złote (1993 – drużynowo i indywidualnie) oraz srebrny (1997 wraz z drużyną).
Najwyższy ranking w karierze osiągnął 1 lipca 1993, z wynikiem 2620 punktów dzielił wówczas 33. miejsce na światowej liście FIDE, jednocześnie zajmując 4. miejsce wśród amerykańskich szachistów.
W 1993 roku zagrał samego siebie w filmie Szachowe dzieciństwo, natomiast 2003 – w dokumentalnym filmie Game Over: Kasparov and the Machine. W 1997 należał do zespołu, który przygotował bibliotekę debiutową dla Deep Blue w meczu przeciwko Garriemu Kasparowowi.